# Prințesa Margherita de Bourbon-Parma
Prințesa Margherita de Bourbon-Parma (italiană Margherita Maria Teresa Enrichetta, Principessa di Parma) (1 ianuarie 1847 – 29 ianuarie 1893) a fost primul copil al lui Carol al III-lea, Duce de Parma și a Prințesei Louise Marie Thérèse a Franței (fiica cea mare a lui Charles Ferdinand, Duce de Berry și a Prințesei Caroline Ferdinande Louise a celor Două Sicilii. Margherita a fost strănepoata regelui Carol al X-lea al Franței.

## Căsătorie și copii

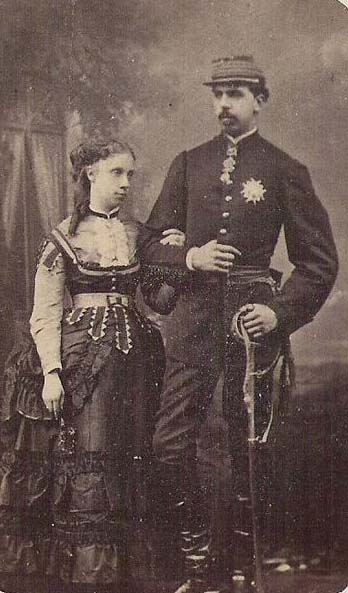
Margherita de Bourbon-Parma și soțul ei în 1867

La 4 februarie 1867, la Schloss Frohsdorf, Austria, Margherita s-a căsătorit cu Carlos, Duce de Madrid, fiul cel mare al lui Juan, Conte de Montizón și a Arhiducesei Maria Beatrix de Austria-Este. Soțul ei a fost pretendent carlist la tronul Spaniei.
Margherita și Carlos au avut cinci copii:
- Infanta Blanca a Spaniei (1868–1949) căsătorită în 1889 cu Arhiducele Leopold Salvator, Prinț de Toscana; au avut copii
- Jaime, Duce de Madrid (1870–1931)
- Infanta Elvira a Spaniei (1871–1929) a murit necăsătorită însă cu copii.
- Infanta Beatriz a Spaniei căsătorită în 1892 la Veneția cu Fabrizio Massimo, Principe di Roviano
- Infanta Alicia a Spaniei (1876–1975) căsătorită prima dată la Veneția în 1897 cu Friedrich, Prinț von Schönburg-Waldenburg; au avut copii, au divorțat în 1903; căsătorită a doua oară în 1906 la Viareggio cu Lino del Prete; au avut copii.

Margherita a murit la 29 ianuarie 1893. Anul următor Carlos s-a recăsătorit cu Prințesa Berthe de Rohan.